# MSGR
MSGR（メッセンジャー）は、デザイナーKN（中村勝弥）が1998年に立ち上げた日本のファッション・ストリート系アパレルブランド。有限会社「FORTYFOUR」が展開している。

## 名称
ブランド名称の「MSGR」はMESSENGERの略称であり、「メッセンジャー」と呼ぶが、アルファベットのまま「エムエスジーアール」と呼ばれる事もある。ストリートの使者・伝達者の意が込められており、国内外のアンダーグラウンドからの発信を伝えていくという事が由来。

## トレードロゴ
ブランドのトレードマークはMSGRである。その他にも迷彩柄（カモフラージュ）に組み入れたバリエーション等も展開する。

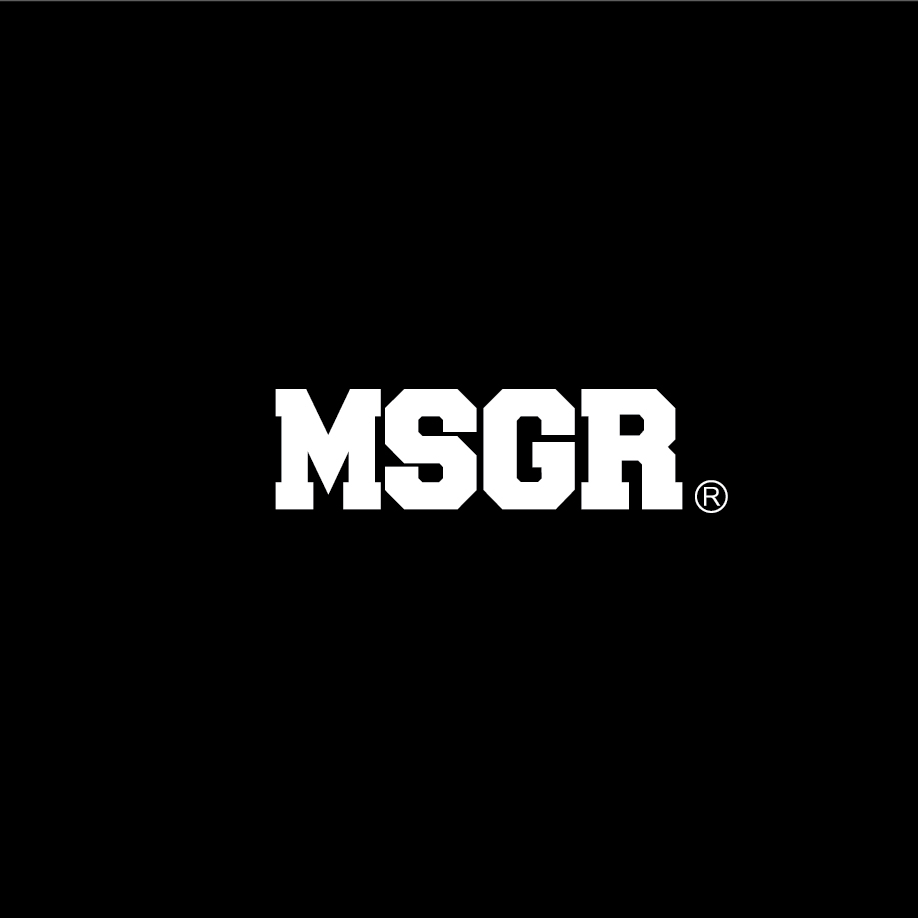
BLOCK LOGO

## 特徴
「自由なクリエイティビティ溢れるストリートメッセージをウェア・グッズに託し発信し続ける」がブランドの基本コンセプトである。さらに、シーズン毎にテーマが設定されており、ミリタリー・アウトドアスタイル・モード・トラディショナルの基本ディテールアイテムにストリート要素を融合させ、「虚構URBAN STREET STYLE」としてブランドの世界観を表現している。
また、毎シーズン国内外のアーティストやブランドとのコラボレーションも活発である。
IWGP 池袋ウエストゲートパークやごくせん、ROOKIESなどのドラマ内衣装としても登場。TV,映画内の衣装で依頼あり。

## 沿革
- 1992年4月、CEO兼クリエイティブディレクター兼デザイナーであるKNにより、母体である有限会社FORYFOUR.,LTD.が設立される。

- 1998年4月、MSGRブランドの展開が始まる。

- 2007年 9月19日、NEW YORK - マンハッタン / ミッドタウンにあるLOTUSでMSGR x FRANKの初となる海外PARTYを開催し業界人1,000人以上の来場で大成功する。来場者にはHIP-HOP ARTISTのNAS, DMS CREW メンバー、Wu-Tang Clan DJやプロテニス・プレイヤーのセリーナ・ウィリアムズ姉妹、TVタレント、プロスケーター、Supreamのモデルと豪華な顔ぶれが揃う。

- 2008年6月20日・22日、HIP HOPグループ「ファーサイド」の福岡・大阪公演をMSGRとしてプレゼンツ。

- 2008年10月25日、RKB毎日放送の番組「押切もえのかんせい」第3回放送分で、福岡から世界に発信しているブランドとして取り上げられ、モデルで人気の押切もえなどと共演。

- 2009年、雑誌「DAZED & confused Japan」にて今注目の世界ストリートブランド16FILEの一つとして取り上げられる。

- 2009年5月2日、ボブ・マーリーの娘であるSTEPH POCKETSの福岡公演をプレゼンツ。

- 2010年11月、海外向け公式サイトを公開。

- 2012年 4月、LOOK BOOK制作のためNEW YORKで撮影。モデルに通称ゾンビボーイのRico The Zombieを起用。2011年、Lady GagaのBORN THIS WAY(Music Video)に出演した事で世界的に有名になる。そのゾンビボーイを起用した初の日本ブランドとなる。

- 2014年 1月25日 初のファッションショーを韓国ソウルにて開催。韓国メディア、雑誌関係者、ファッションモデル、ファッション専門学生等 約400人が参加。

- 2015年 10月10日〜11日 日本国内 初のファッションショーをシャングリラ ホテル東京にて開催。(KINGS OF HOUSE NYC日本初上陸のレセプション・パーティー内にて)
- 2016年 2月 NEW YORKにて、アダム・レヴィーン（マルーン5）をフィーチャリングに迎えたシングル「Locked Away」全米シングル・チャートで大ヒットしたカリブ海セント・トーマス島の出身であるセロン＆ティモシー・トーマス兄弟によるR-CityのスタイリングをMSGRで飾り日本初となる。
- 2016年 9月 NEW YORKにて、MSGR 2016-2017 LOOKBOOK制作のためJAY-Zの会社 ROC NATION 所属 YOUNG PARISを起用した初の日本ブランドとなる。
- 2017年 1月 NEW ALBUM発表で来日したSTEPH POCKETSの福岡公演をプレゼンツ。
- 2017年 9月 411MAGAZINEプレゼンツの東京-渋谷MENS109にて期間限定POP-UP SHOPにて展開。若手人気HIP-HOP GROUP"BAD HOP"が着用。
- 2019年 11月 NEW YORK(EAST VILLAGE @RESOBOX)にて初の海外POP-UP SHOPを２日間限定で開催。

### 近年のコレクションテーマ
- Elitism(2008-09年秋冬)

選び抜かれた精鋭をテーマとしたコレクション。
- MILITARY NEW WAVE(2009年春夏)

「ストリートに新たな波を仕掛ける」をテーマに、10周年を記念するコレクション。
- SANCTUARY(2009-10年秋冬)

何人も侵すことの出来ない聖なる領域「サンクチュアリ」から解釈したスタイルをもとに展開。
- AGE OF ATTACK(2010年春夏)

常に挑戦、攻撃し続けるブランドの姿勢とミリタリー・アウトドア・ニューロックの要素をブレンドして展開。
- THE ROAD WARRIORS(2010-11年秋冬)

日々もがきながら、それでも前進してゆく人々（道行く戦士：ロードウォーリアー）のリアルクローズをコンセプトに展開。
- RHAPSODY(2011年春夏)

テーマの「RHAPSODY」は「狂詩曲」という意味。アニバーサリーアイテムを数多くリリースしている。
- TDON(2011-2012年秋冬)

TDONは「THE DEAD OF NIGHT CORPS」という意味。PVでは暗視ゴーグルを着用した特殊部隊風の映像が使われた。
- NOVEL MATTER(2013年春夏)

斬新物質をテーマに90'S,MILITARY, OUTDOOR, MODE, TRADをMIXしたCOLLECTIONを発表。
- MESSENGER(2013-2014年秋冬)

ブランドそのものをテーマにUNDERGROUNDからの使者・伝達者としてストリートの言葉が生まれた90'Sスタイルをスタイリッシュにしたアイテムを展開。
- DISCOVER(2014年春夏)

発見・見いだすをテーマにこれまでとは違った新しいシルエットやデザインを発表。デジタルグラフィックのTEEを中心に細身のシルエット・ボトムのラインナップが充実する。
- DISCOVER-2(2014-2015年秋冬)

発見・見いだすをテーマに新しいシルエットやデザインでモードとミリタリーをMIXしたスタイリッシュなCOLLECTIONを展開。
- Destruction and regeneration(2015年春夏)

破壊＆再生をテーマに90' ストリート要素と新しいシルエット・デザインでモードとミリタリーをMIXしたロング丈でスタイリッシュなCOLLECTIONを展開。
- IZANAI (2015-2016秋冬)　　　                                                                                                                                                                                                                                    ミリタリーテイストを中心としたベーシック、スタイリッシュアイテムからストリート＆モードを取り込んだネオミリタリーのラインナップです。IRIDIUM (CHICAGO U.S.A.)とのコラボレーション・アイテムも出品。
- FREEDOM(2016年春夏)

自由な発想でミリタリーテイストとモードを融合させた都会的なミリタリースタイルを展開。　　　　
FREEDOM(2016-17年秋冬)                                                                                                                                                                              自由な発想でミリタリーテイストとモードを融合させた都会的なミリタリー冬スタイルを展開。
- NOTHEME(2017年春夏)                                                                                                                                                                                    オーバーサイズシルエットを取り入れたミリタリーモードな都会的なミリタリーモードスタイルを展開。

- NOTHEME(2017-18年秋冬)                                                                                                                                                                                   オーバーサイズシルエットを取り入れたミリタリーモードな都会的な冬ミリタリーモードスタイルを展開。
- 20TH(2018年春夏)                                                                                                                                                                                         メッセンジャー20周年の初期のテイストと現在のトレンドを組み込んだ20周年限定記念アイテムを発表。スタイリッシュにミリタリーモードな都会的なミリタリーモードスタイルを展開。
- 20TH(2018年秋冬)     　　　　　　　　　　　　　　　　　　　　　　　　　　　　　　　　　　　　　　　　　　　　　　　　　　　　　　　　　 メッセンジャー20周年の初期のテイストと現在のトレンドを組み込んだ20周年限定記念アイテムを発表。スタイリッシュにミリタリーモードな都会的なミリタリーモードスタイルを展開。
- HORROR(2019年春夏秋冬)                                                                                                                                                                      ホラーをテーマにしたグラフィックシリーズとベーシックシリーズを展開。
- NEW REVOLUTION(2020年春夏秋冬)                                                                                                                                                     メッセンジャー22周年 20年経った今と20年前とを融合させた温故知新スタイル。スタイリッシュにミリタリーストリートな都会的スタイルを展開。
- ANARCHISM(2021年春夏秋冬)                                                                                                                                                                     無政府パンクとストリートをMIXしたニューストリートスタイル。
- NO TITLE(2022年春夏秋冬)                                                                                                                                                                     立ち上げ当初のデザインワークを現代とMIXしたミリタリーストリートスタイル。
- LE CHRIST ROUGE(2023年春夏秋冬)                                                                                                                                                                     赤いキリスト/CHE GUEVARAをモチーフにMIXしたミリタリーストリートスタイル。
- FREE(2024年春夏秋冬)
- 新章“HOOD CHRONICLES” (2025年春夏秋冬)  “HOOD CHRONICLES”をテーマに、MSGRが描くタクティカル・ストリートの次なるストリートギアを展開。

## コラボレーション
- 2000年、ナイキのロゴデザインも手がけたグラフィックアーティスト「エリック・ヘイズ」とコラボレーションアイテムをリリース。

- 2001年、「MILKCRATE」と日本ブランドとして初のコラボレーション。

- 2003年、フォトグラファー「Ricky Powell」とのコラボレーション。

- 2004年、アーミーナイフブランドVICTORINOXとのコラボレーションナイフをリリース。

- 2004年、ロンドンで開催された「OUT OF REACH」でのイベントTシャツにデザインで参加し、コラボレーション。

- 2006年、NY発信フリーマガジンFRANK151のショップ、「CHOP SHOP」とのコラボレーションアイテムをリリース。

- 2007年、イタリアの大手銃器メーカーベレッタとのコラボレーションアイテムをリリース。アイテム一つ一つが、イタリア・ラベルでシリアル番号入りの特別仕様であった。

- 2007年、NYのアクセサリーブランド「COMPLETE TECHNIQUE」がプロダクトしたコラボレーションシルバーアクセサリーをリリース。

- 2008年、「CHOP SHOP」とのコラボレーションベルトおよびバックルをリリース。

- 2009年、4月、「LACOKA NOSTRA」とのコラボレーションアイテムをリリース。

- 2009年、4月11日、香港のフィギュアアーティストPERRY-YUの展開するブランド「WAG」とのコラボレーション。

- 2009年、10月、カートゥーンアーティストSTEVE MARCUSとコラボレーション。

- 2010年、2月、HOUSE OF PAINのDANNY BOY、HELL FIRE CANYON CLUB-LOVE MACHINEとコラボレーション。

- 2010年、DJ Muggsを中心に結成された西海岸のアーティスト集団SOUL ASSASSINSとコラボレーション。

- 2010年、Wax Poetics Japanとコラボレーション。

- 2010年、NRLとコラボレーション。

- 2010年、NYCCA & Eopsとコラボレーションヘッドフォンをリリース。

- 2011年、ROWSHI(HIP-HOP MC)とサングラスのコラボレーションをリリース。

- 2012年、アメリカン・コミック漫画家のRonald Wimberly aka Dπとコラボレーション。

- 2013年、SQUAREとコラボレーション。

- 2014年、PETE ROCK & C.L.SMOOTHの日本のみ発売の限定TEE(THE ORIGINATER)とダブルネーム。

- 2014年、日本の国技「相撲」。前代未聞の東関部屋 （あずまぜきべや）- 日本相撲協会の所属で高砂一門の相撲部屋。とのコラボレーションが実現。

- 2014年、Justin Davis KRとコラボレーション。韓国ソウルのみ発売の限定リバーシブル・ネックウォーマー。

- 2015年、シカゴ発レディー・ガガやアッシャーのコスチュームを手がけるデザイナーがスタートした世界的アーティストクリス・ブラウン、ジャスティン・ビーバーなどご愛用ブランドのイリディウムとのコラボレーション。

- 2015年、アメリカのミクスチャーバンド  ZEBRAHEAD 結成20周年 作品  ALBUM [ WALK THE PLANK ]  を記念しての日本独占CD特典＆限定コラボレーション。
- 2016年、超絶豪華なコンピレーションCD「MOLD」のリリースを記念したコラボレーション。KURTIS BLOW、DJ LORD of PUBLIC ENEMY、AARON LACRATE、DUDLEY PERKINS、Onra等の海外勢を数多く招聘してきた、人気HIP HOPイベント「MOLD」。
- 2020年 e-Sports TEAM " Enter Force.36の公式ユニフォームをコラボレーション制作。
- 2021年  e-Sports PUBG 世界大会 日本代表となったTEAM " Enter Force.36の日本代表ユニフォームをコラボレーション制作
- 2022年  e-Sports PUBG 世界大会 2年連続の日本代表 TEAM " Enter Force.36の日本代表ユニフォームをコラボレーション制作
- 2022年 NOAH プロレス団体 第62代 GHCタッグ選手権者 杉浦貴とMSGR友情コラボレーション
- 2023年  e-Sports APEX 世界大会 日本代表 TEAM " Enter Force.36の日本代表ユニフォームをコラボレーション制作
- 2023年　日本の書道家、芸術家（アーティスト）杉田廣貴 氏と作品を発表。　MSGR 25周年記念に共に世界を舞台に書道とストリートの異業種コラボレーションが実現。
- 2024年 e-Sports PUBG, APEX, スマッシュブラザー 世界大会 日本代表 TEAM " Enter Force.36の日本代表ユニフォームをコラボレーション制作
- 2025年 e-Sports 世界大会 日本代表 TEAM " Enter Force.36の日本代表ユニフォームをコラボレーション制作

## 取り扱い店舗
直営店は1カ所。福岡市博多区「boil FUKUOKA」。
他にも、各地方の厳選セレクトショップにて取り扱われている。